# Gârliță mare
Gârlița mare (Anser albifrons) este o specie de gâscă înrudită cu gârlița mică (A. erythropus). Gârlița mare este migratoare, se reproduce în nordul Canadei, Alaska, Groenlanda și Rusia și iernează mai la sud, în America de Nord, Europa și Asia. Are o greutate de 2-3 kg și pene cenușii cu dungi negre.

## Galerie

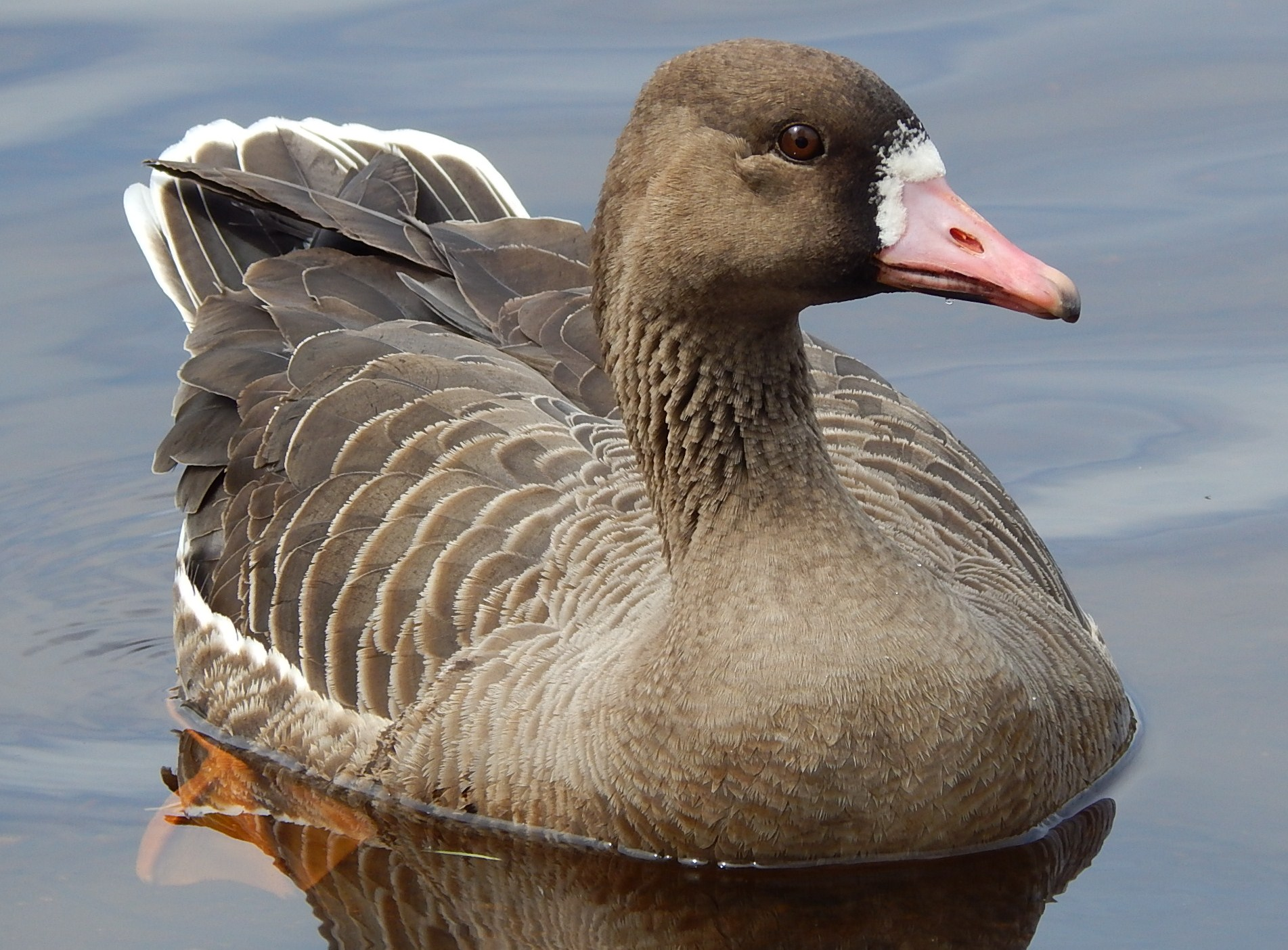
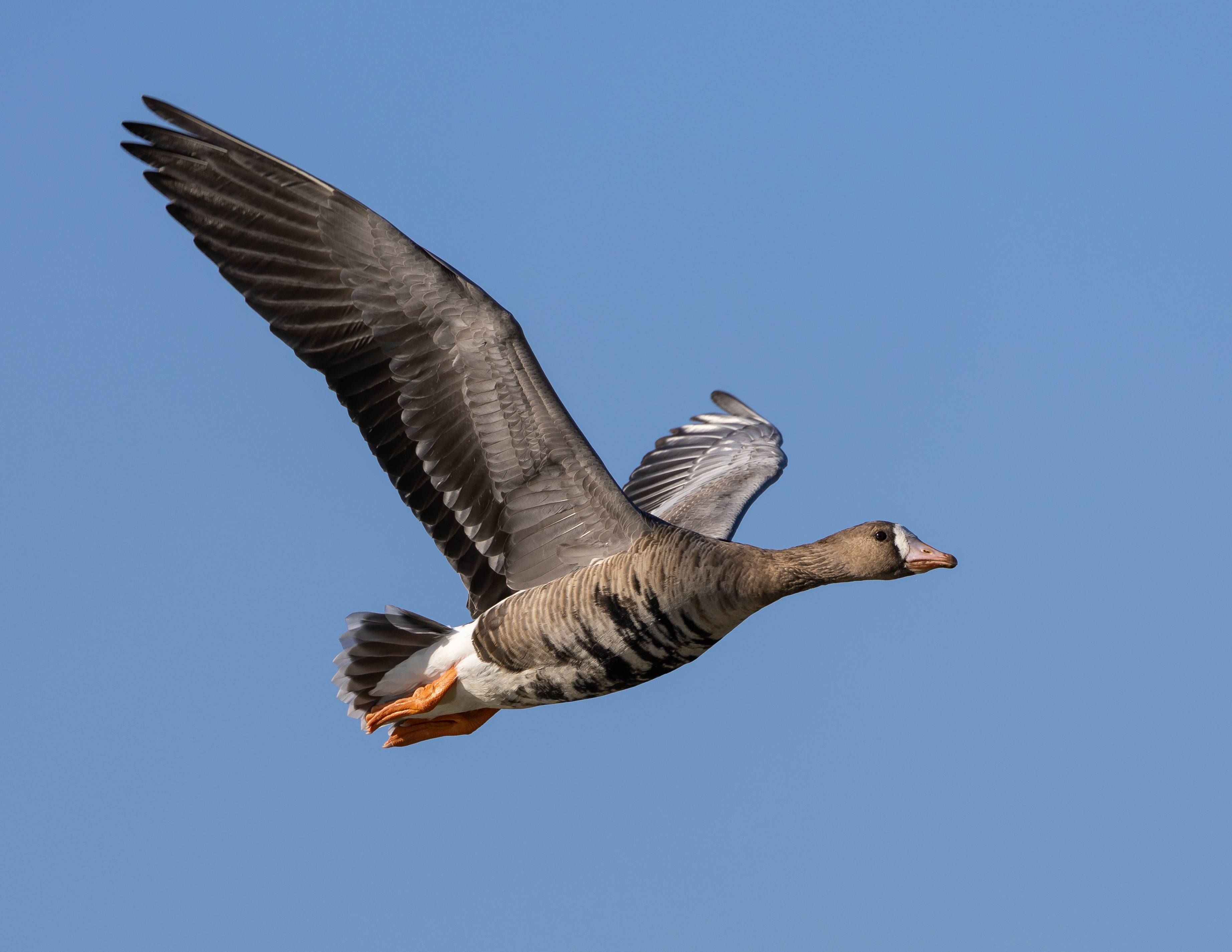
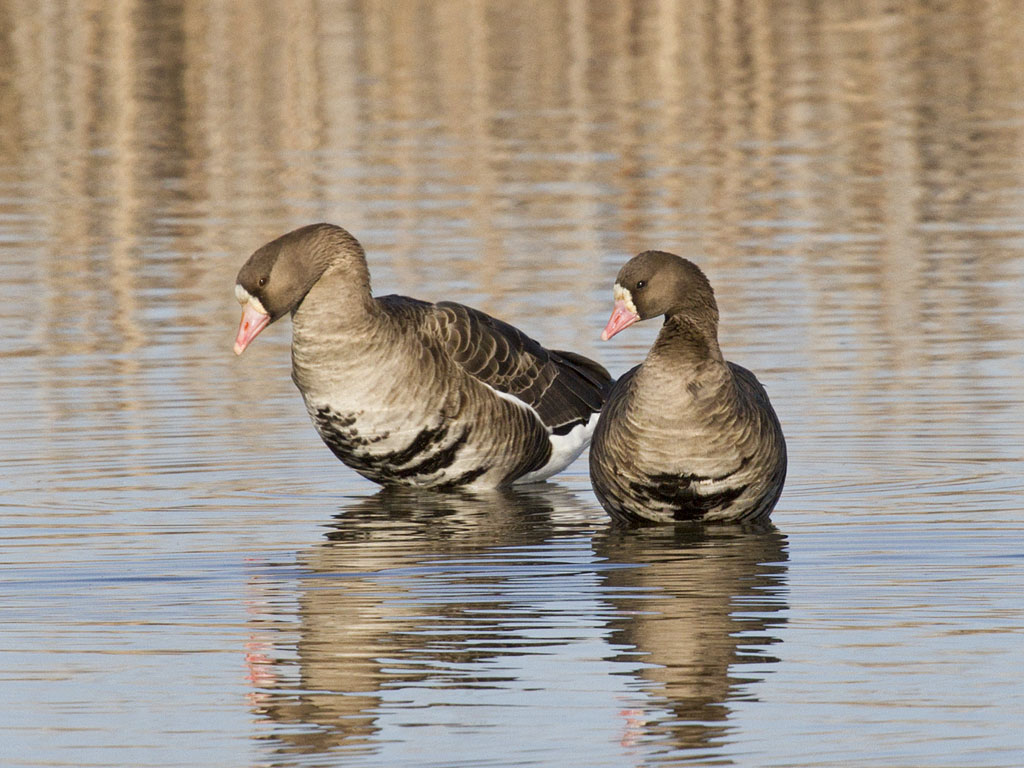
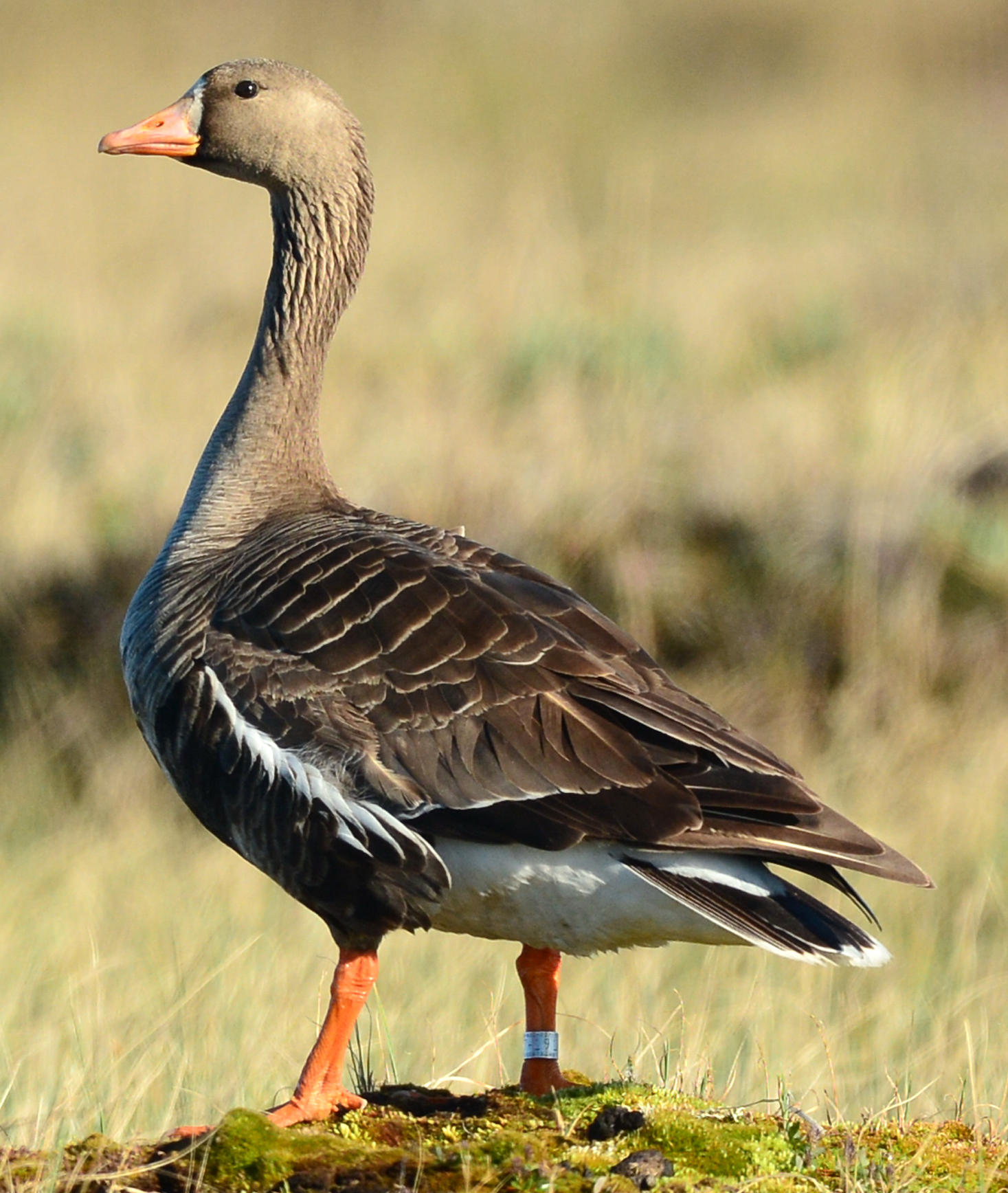
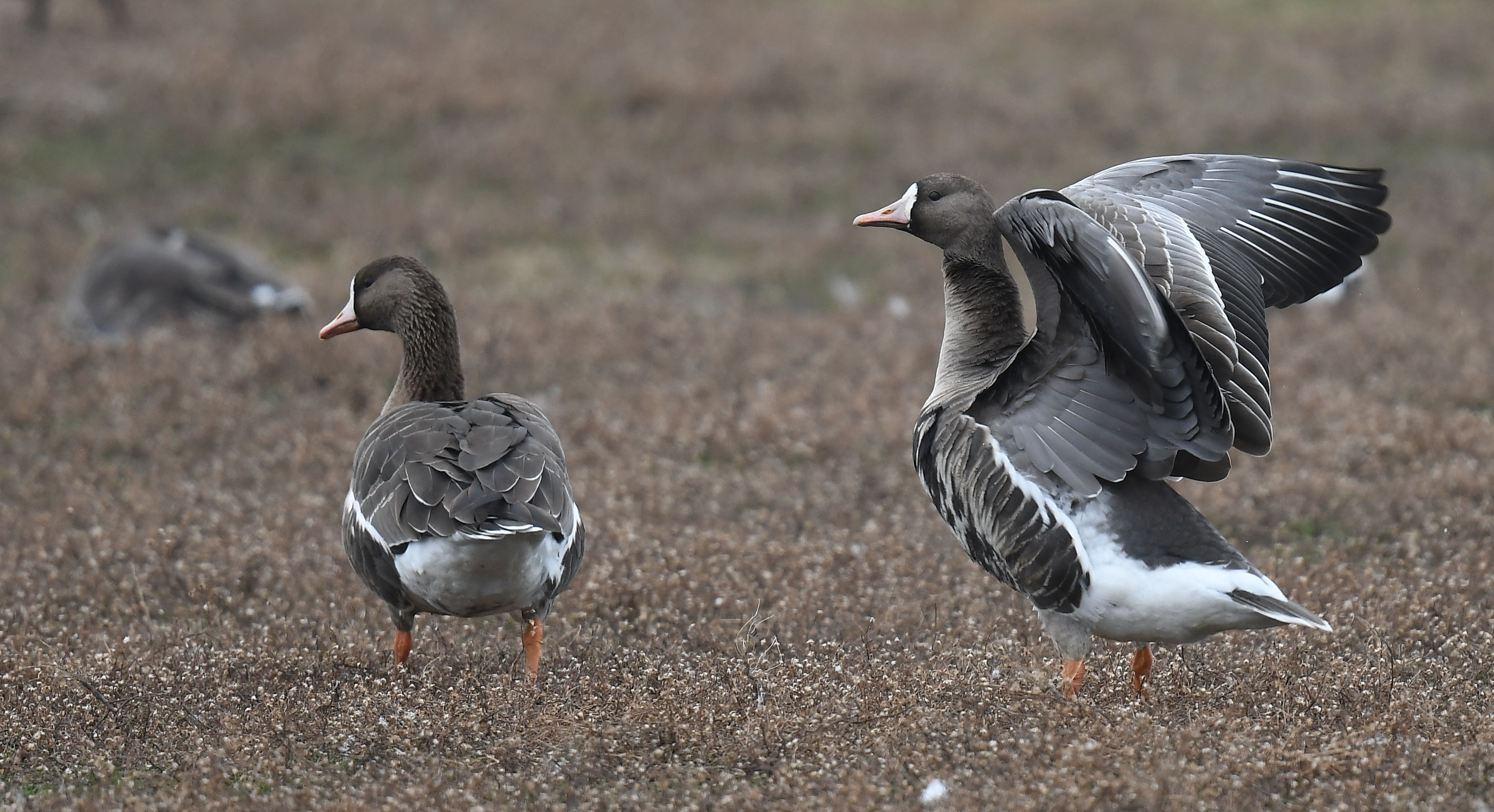
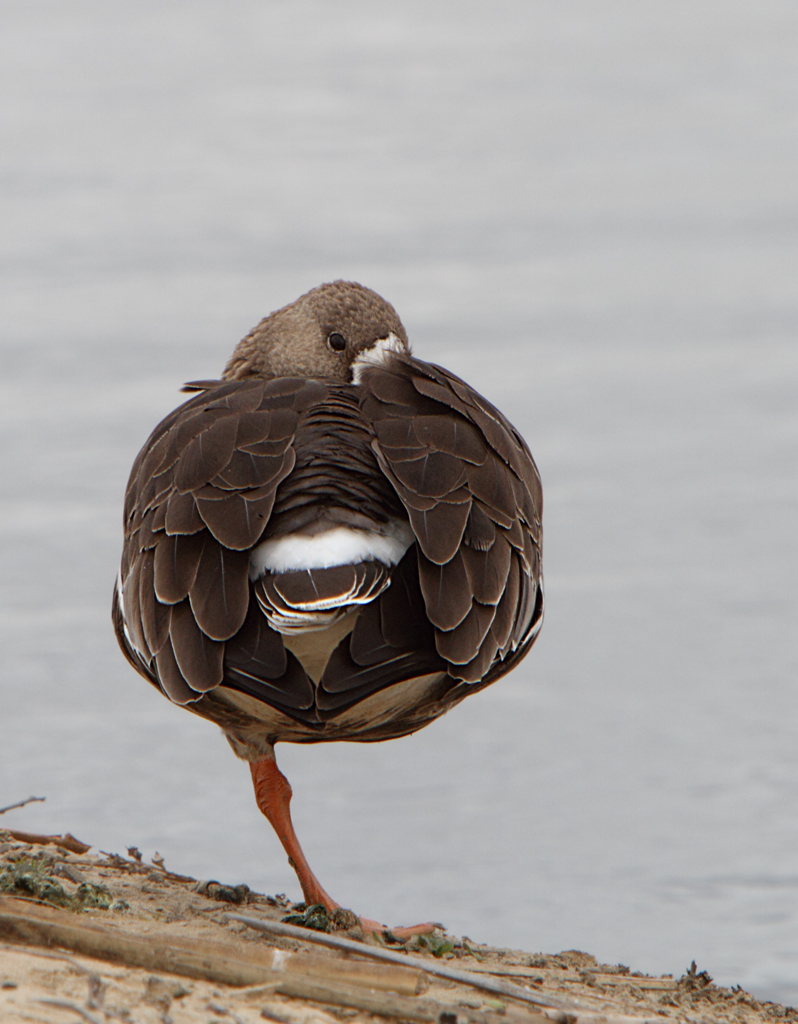
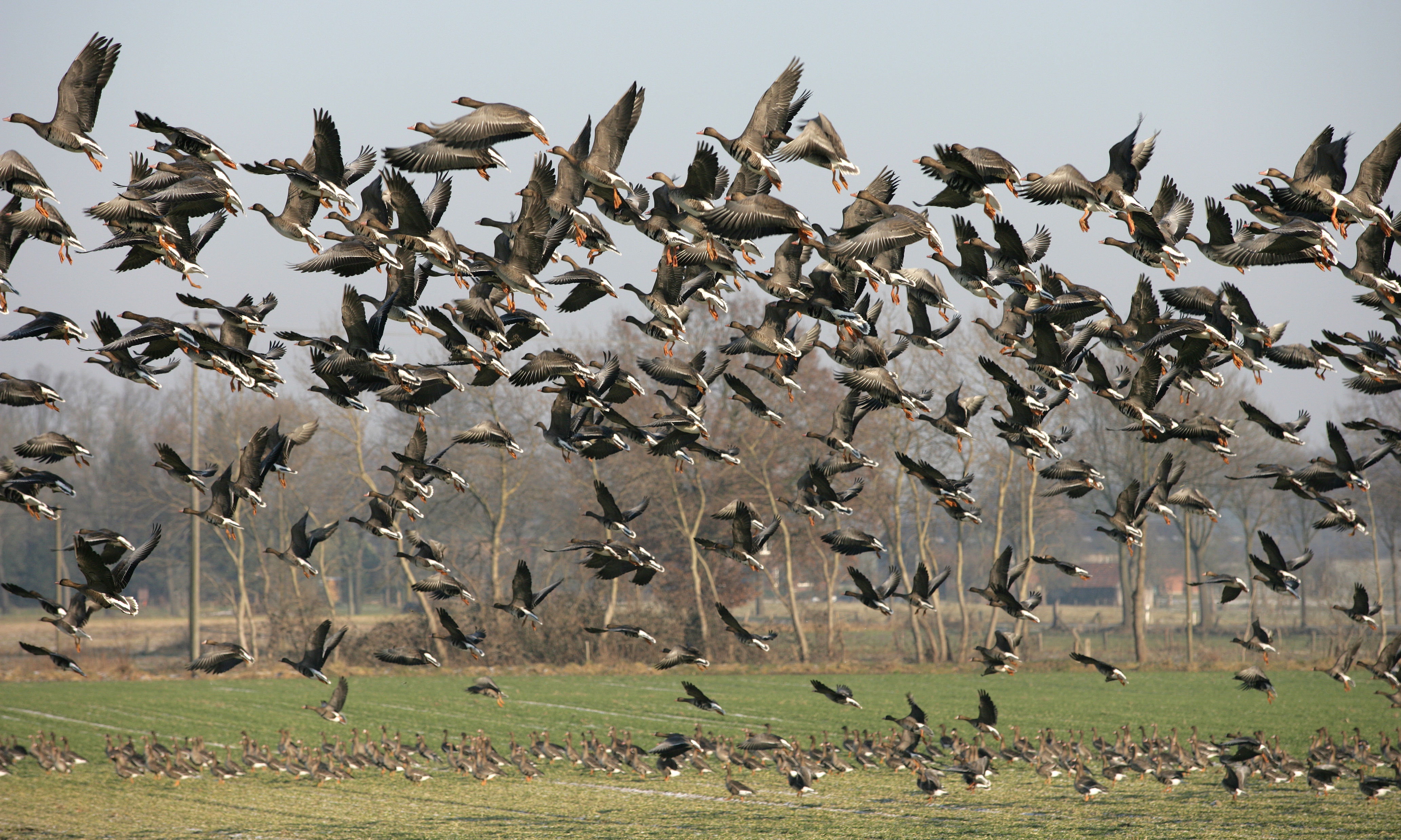